# Antonio Nanula
Antonio Nanula (Barletta, 6 giugno 1780 – Napoli, 8 febbraio 1846) è stato un anatomista, medico e chirurgo italiano. A Napoli fu professore di anatomia applicata nel R. Istituto delle Belle Arti, direttore di diversi ospedali e chirurgo straordinario nell'Ospedale di S. Francesco di Paola. Presso questo ospedale aprì una scuola di Notomia umana e un teatro anatomico e fondò un Gabinetto di anatomia dove realizzò circa quattrocento preparazioni di reperti anatomici naturali che, donati alla R. Università degli Studi, andarono poi a costituire il nuovo Museo di anatomia generale e patologica, di cui fu direttore.

## Biografia
Antonio Nanula nacque da Giuseppe Fedele, proprietario, e da Arcangiola (o Arcangela) Binetti. Compiuti i suoi primi studi a Barletta, nel Collegio dei Padri Domenicani, proseguì la sua formazione a Napoli dove si recò, appena quindicenne, «introdotto da giovine» «per apparar chirurgia nello Spedale degl'Incurabili».

### Da «giovine» agli Incurabili, alla laurea dottorale a Pavia e a medico assistente a Roma
La Real Casa santa degl'Incurabili sotto gli auspici di S. Maria del Popolo, era la principale struttura assistenziale, caritativa e ospedaliera nella Napoli tra il XVIII e il XIX secolo. Era anche sede, dal 1779, di una scuola medica di ottimo livello, l'unica abilitata, assieme alla Scuola medica salernitana, a rilasciare titoli di Dottorato in medicina con relativa licenza.

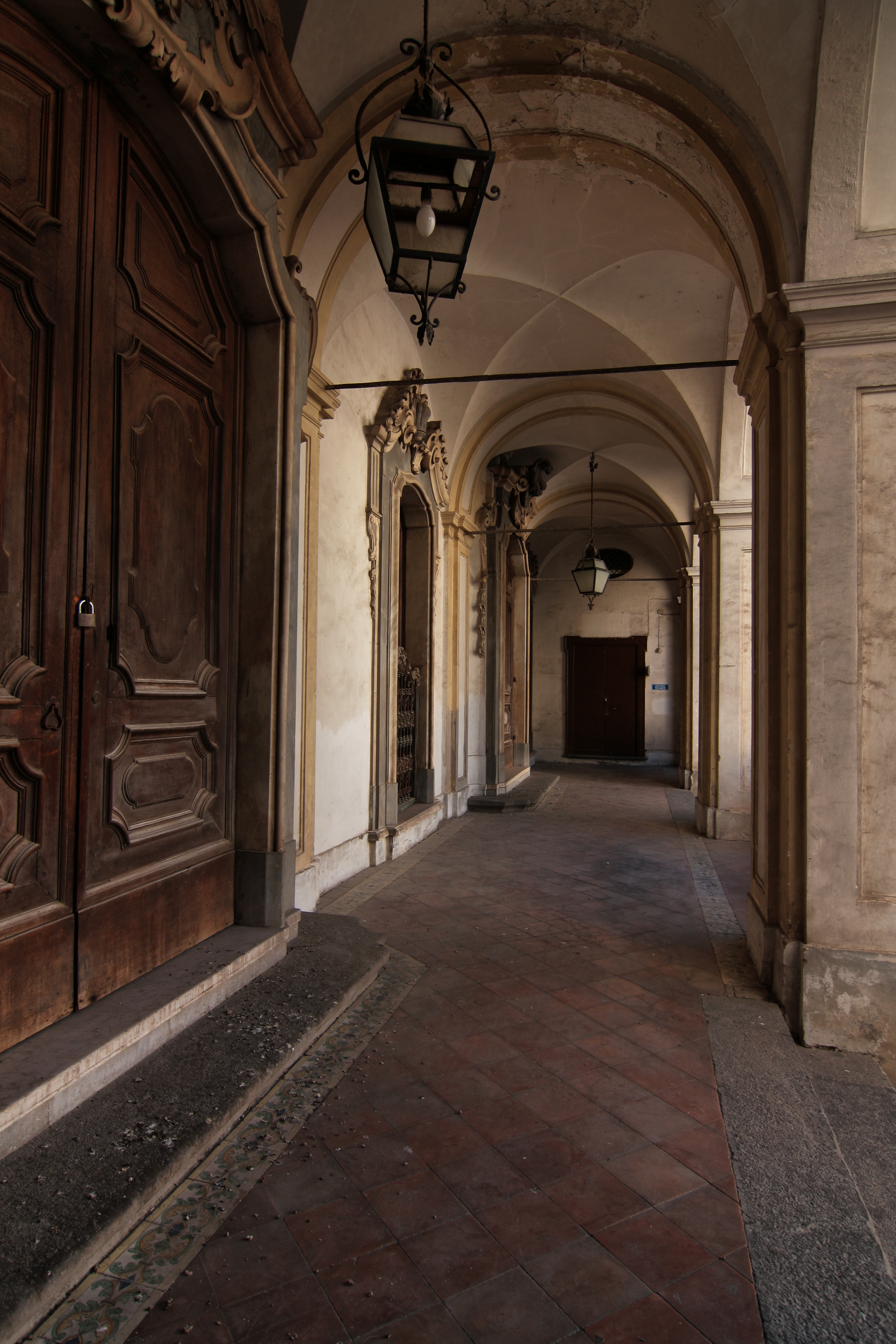
Ospedale di Santa Maria del popolo degli Incurabili a Caponapoli

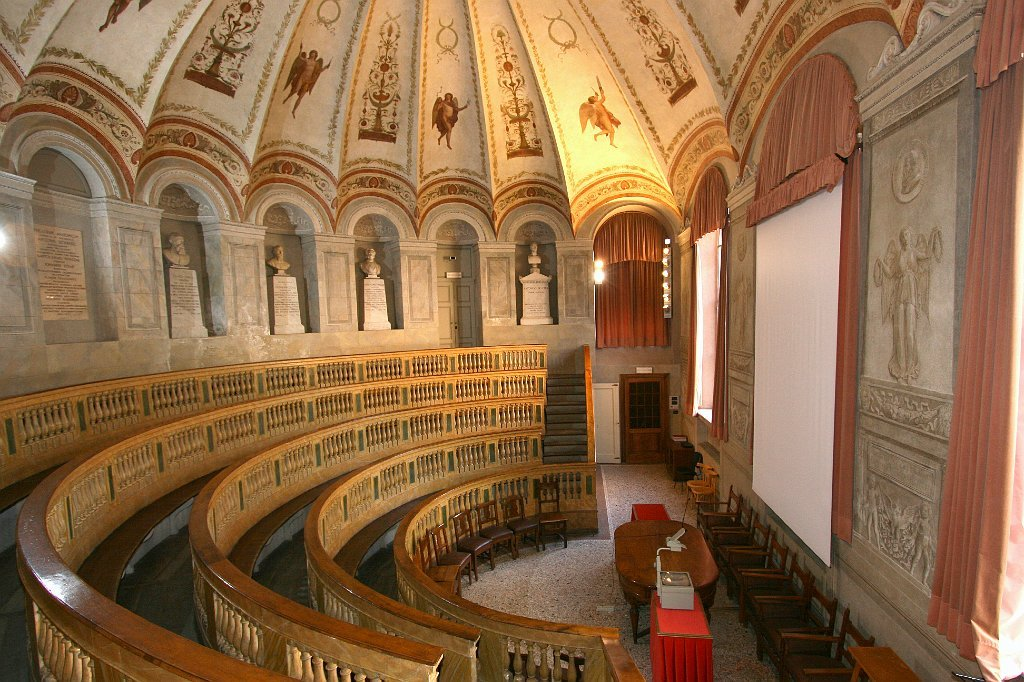
Il teatro anatomico di Antonio Scarpa all'Università di Pavia

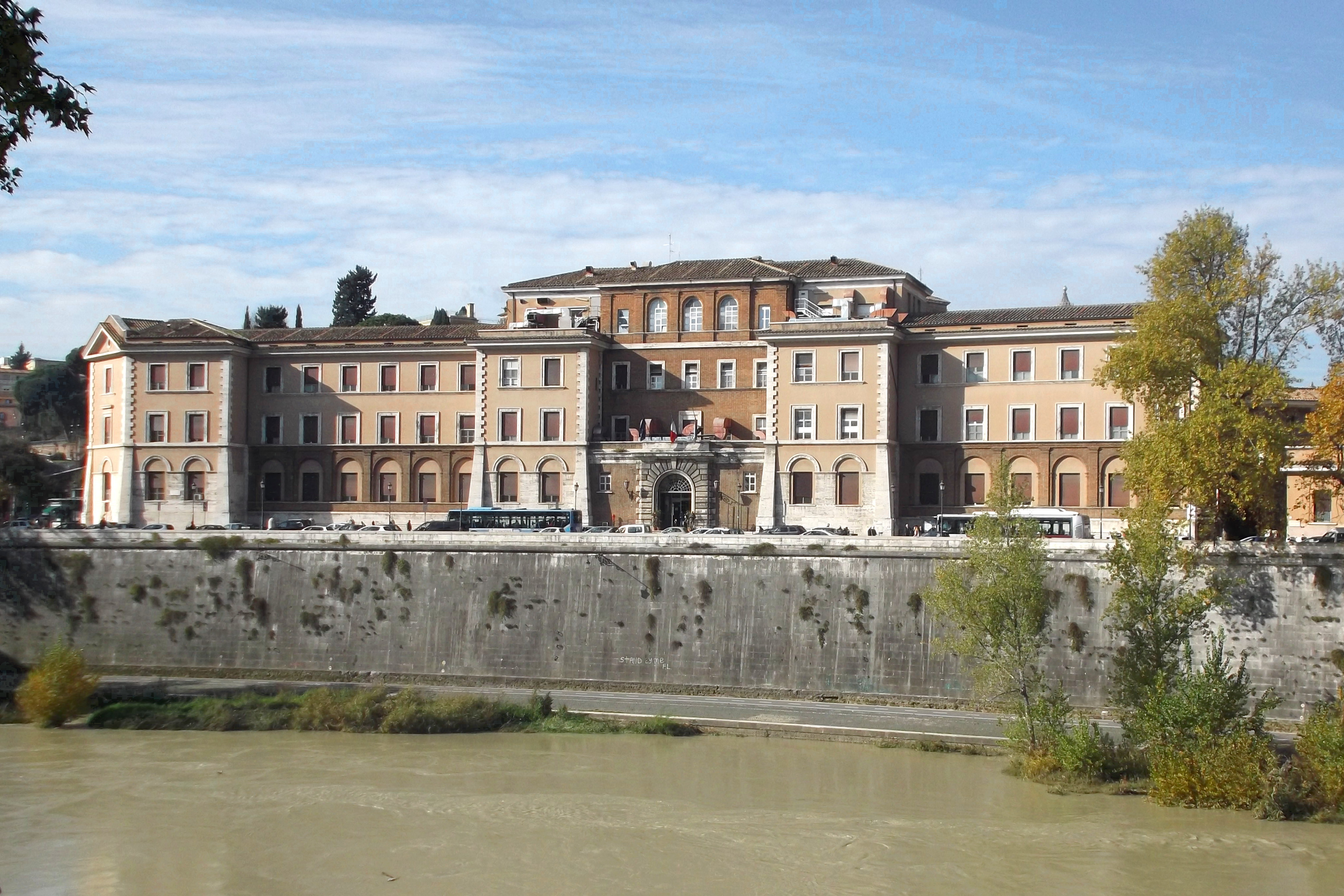
Arcispedale Santo Spirito in Saxia a Roma

Presso questa scuola, Nanula apprese e fece pratica di discipline medico-chirurgiche per cinque anni, fino ai tragici avvenimenti della Rivoluzione napoletana del 1799, alla quale presero parte diversi professori e studenti di questa scuola, che furono poi oggetto della feroce repressione borbonica, seguita alla caduta della Repubblica napoletana.
Rifugiatosi a Barletta per diversi mesi, fece ritorno a Napoli solo nel dicembre del 1800, per dedicarsi alla cura dei malati dell'Ospedale dell'Annunziata.
Nel 1802 si trasferì a Pavia, attratto dalla fama dell'Università pavese che, proprio in quegli anni, era all'avanguardia per gli studi di anatomo-morfologia, di fisiologia e di chimica organica. Qui iniziò a frequentare le lezioni di anatomia e istituzioni chirurgiche di Antonio Scarpa, al quale lo avrebbe legato una lunga amicizia, e quelle del giovanissimo Giuseppe Jacopi, che, non ancora laureato, era appena stato nominato professore di fisiologia e anatomia comparata. E Nanula collaborò con Jacopi per eseguire «come felicemente si eseguì», una serie di esperimenti fisiologici.
Il 18 giugno 1804, dopo soli due anni, conseguì la laurea dottorale in Chirurgia a Pavia e, il successivo 4 luglio a Roma, venne ammesso, per pubblico esame, nell'Arcispedale di Santo Spirito in Saxia. Qui si applicò ulteriormente negli studi di medicina e di chirurgia, assistendo alle dissezioni nel teatro anatomico, frequentando le «scuole de' primari, medici e cerusici» dell'Ospedale e «osservando i vari casi di morbi operazioni e cure che in detto Ospedale alla giornata sogliono accadere».
E così, venne dapprima eletto, sempre per pubblico esame, «uno de' quattro caporali della corsia maggiore» e poi, il 13 giugno 1806, «a comune suffragio» fu nominato medico assistente dell'Arcispedale.
Sono di quel periodo due memorie, che Nanula «recitò avanti un colto pubblico... arricchite da corrispondenti preparazioni». La prima sull'anatomo-morfologia comparata dell'organo e senso dell'odorato e, la seconda, sull'organo e il meccanismo della voce dell'uomo e degli altri animali.
Nanula rimase a Roma fino all'anno successivo, quando decise di far ritorno a Napoli.

### Il rientro a Napoli e la fondazione del Gabinetto e del teatro anatomico nell'Ospedale di San Francesco
Nel 1807 Nanula rientrò a Napoli «ove aprì scuola» nell’Ospedale dell'Annunziata, e alla sua scuola «concorsero... giovani vogliosi di sapere medico». Inoltre, fermamente convinto che l'anatomia dovesse essere alla base del sapere medico e che lo studio dell'anatomia non si potesse fare senza la pratica delle dissezioni, allestì «con sue private spese» un teatro anatomico «aperto indistintamente a tutti».

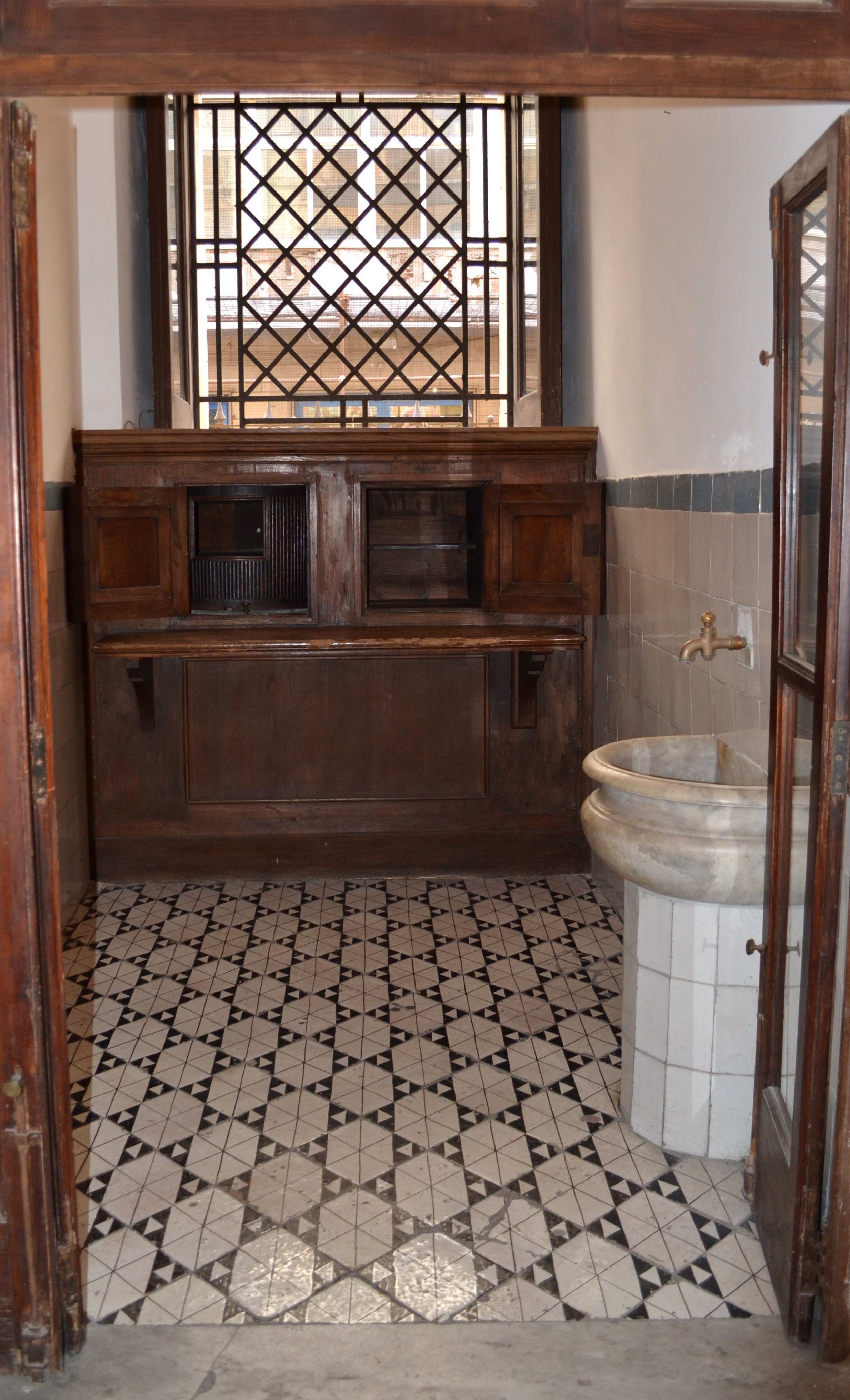
La ruota degli esposti nel complesso della Santa Casa dell'Annunziata di Napoli

Congiuntamente alle lezioni di anatomia, e considerata la deperibilità delle preparazioni a fresco e l'inadeguatezza didattica delle tavole anatomiche e dei modelli in cera, decise di preparare una sua privata collezione di reperti anatomici naturali, sia umani che animali, sia scheletrizzati che iniettati di sostanze coloranti o mercurio, sia normali che patologici. Per uso inizialmente della sua scuola, questi preparati sarebbero diventati il primo nucleo delle collezioni del futuro Museo di anatomia della R. Università di Napoli.
Nel 1808 fu nominato chirurgo straordinario dell’Ospedale di S. Francesco di Paola fuori Porta Capuana, detto anche Ospedale delle Prigioni, dove tenne uno Studio di Notomia e operazioni chirurgiche.
Nell'Ospedale di S. Francesco, Nanula vi trasferì la sua raccolta di preparati anatomici, che trovarono collocazione in un locale a piano terra, assieme a pochi modelli in cera provenienti dal dismesso, e poi demolito, Ospedale di S. Giacomo degli Spagnoli. Nell'ospedale aprì una scuola di anatomia umana e comparata e un'altra di medicina operatoria e, per ventisei anni, tenne le sue lezioni di sezioni anatomiche e operazioni chirurgiche. Al contempo continuò ad arricchire la sua collezione privata di reperti anatomici naturali, inoltrando contestualmente, al Ministero dell'Interno, la richiesta di costruzione di un nuovo grande teatro anatomico.
Approvata la richiesta il 18 maggio 1808, Nanula predispose il progetto che prevedeva, tra l'altro, il riutilizzo per economia degli arredi lignei del soppresso Monastero di San Marcellino da adattare, modificandoli, a scanni per il teatro.

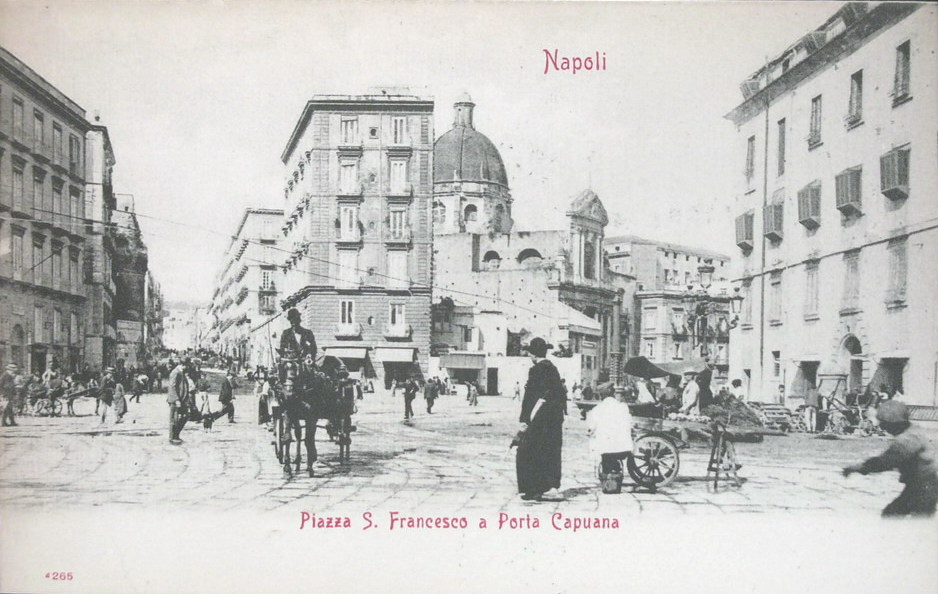
Napoli, piazza San Francesco fuori Porta Capuana (circa il 1900). A destra la facciata del complesso di San Francesco, adibito a «prigione soccorsale ed ospedale pe' carcerati» e sede del Gabinetto di anatomia di Nanula, fino al 1845.

L'ampia sala rettangolare al piano terra dell'edificio di San Francesco, nella quale erano state inizialmente esposte le preparazioni anatomiche, divenne il Gabinetto di anatomia della Regia Università degli Studi, «a mostrare che quel grandioso Stabilimento scientifico fin dal suo nascere erasi posto sotto gli alti auspici del Real Governo». Consisteva «in una sola galleria in cui, entrandovi, alla destra vi stanno una grande quantità di scheletri, di animali interi e varie parti di essi magnificamente iniettate o conservate nell'alcool tanto nello stato normale o anormale oppure di malattia. Sulla parte sinistra vi si trovano scheletri umani o varie di loro parti od organi tanto nello stato di ordinaria o di estraordinaria conformazione oppure di alterazione patologica».
Da questa sala, attraverso due stanzette, adibite a laboratori per le preparazioni, ci si immetteva nel grande teatro anatomico che aveva però un altro suo proprio ingresso sul quale Nanula volle l'epigrafe: «SCHOLA ANATOMICA THEATRO OMNIQUE APPARATUI - ET QUIDQUID SIVE NATURA SIVE ARS - AD HUMANI CORPORIS FABRICAM - EXPLORATIUS NOSCENDAM EXlBENT INSTRUCTA»
In segno di considerazione per l'attività che andava svolgendo, Nanula fu aggregato da Ferdinando I alla Commissione d'istruzione del R. Stabilimento della Veterinaria e, successivamente, Francesco I lo nominò professore di esterna notomia descrittiva nel Real Istituto delle Belle Arti.

### La direzione del Gabinetto di anatomia patologica
Nel luglio del 1833, su parere del ministro degli Affari interni Nicola Santangelo, Nanula fu nominato da Ferdinando II professore di Notomia patologica nella R. Università degli Studi e Direttore del «Gabinetto di questa parte di notomia esistente nella stessa Università», subentrando nella direzione, ma non nella cattedra, a Francesco Folinea morto il 13 giugno dello stesso anno, disponendo inoltre con «ordine sovrano», che la collezione, «fattosene l'acquisto», fosse trasferita nella R. Università per «far servire quel tesoro di conoscenze sull'uomo a pubblica utilità ed istruzione».

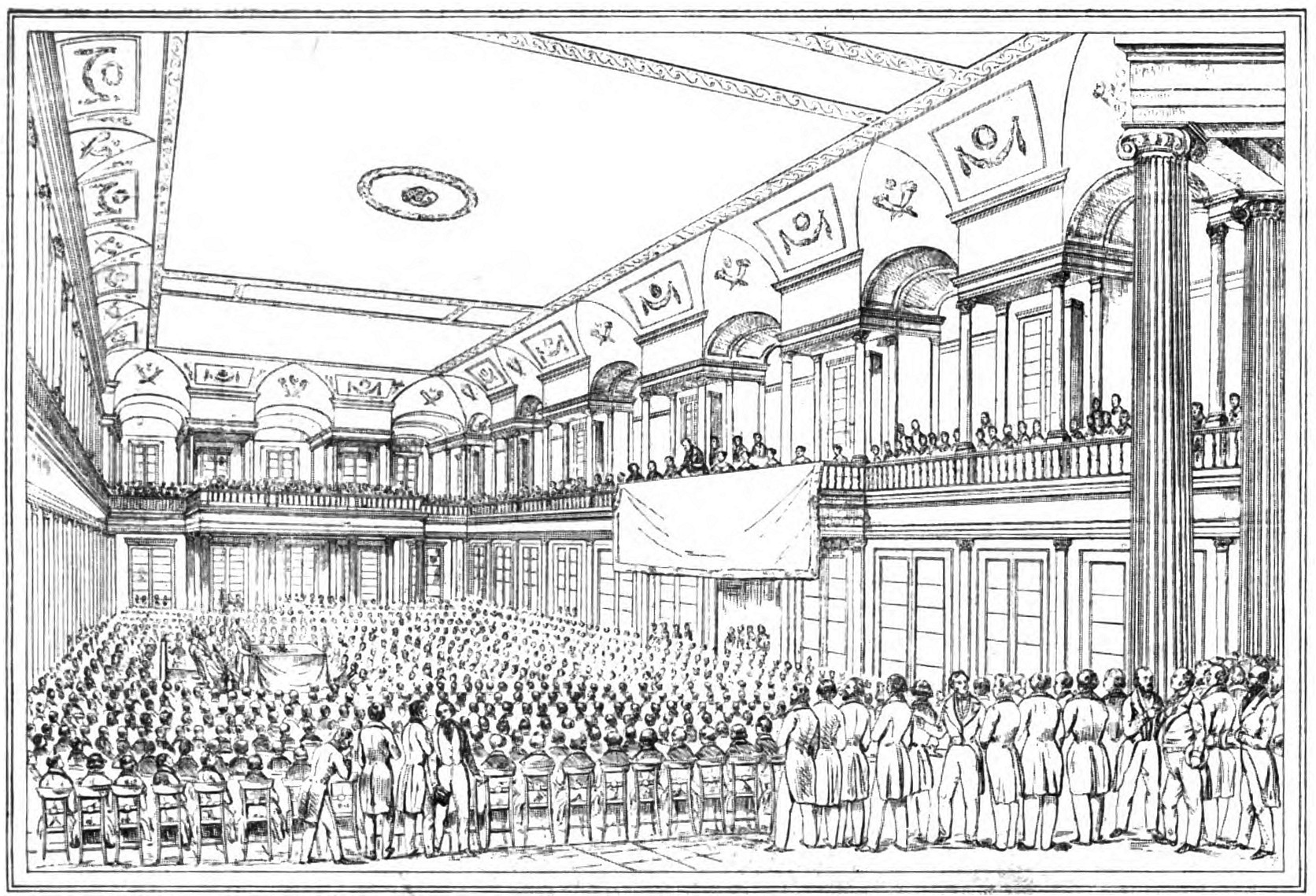
Seduta inaugurale del VII congresso degli Scienziati italiani

In segno di riconoscenza per gli onori ricevuti, Nanula decise di cedere invece gratuitamente la sua collezione privata, aggiungendovi anche una serie di modelli in cera, opera di Francesco Saverio Citarelli, allievo di Clemente Susini, artista ceroplastico del Museo della Specola di Firenze.
Ma tutto rimase nella vecchia sede dell'Ospedale di S. Francesco per molti anni, fino al 1845, quando i preparati anatomici finalmente «passarono da un Ospedale ove ebbero bassi natali, alla magione de' dotti, la Regia Università degli Studi».
Il trasferimento avvenne in occasione del VII Congresso degli Scienziati Italiani che si sarebbe tenuto dal 20 settembre al 5 ottobre del 1845, con il patrocinio di Ferdinando II,
In vista dell'avvenimento fu deciso infatti di riunire finalmente in un'unica sede le collezioni anatomiche, quella di Folinea del vecchio Gabinetto di anatomia patologica e quella di Nanula dell'Ospedale di San Francesco. A queste si sarebbero aggiunti poi, chiesti e ottenuti da Nanula, i reperti anatomici esistenti nel Gabinetto di clinica chirurgica, diretto allora da Cosmo Maria De Horatiis.

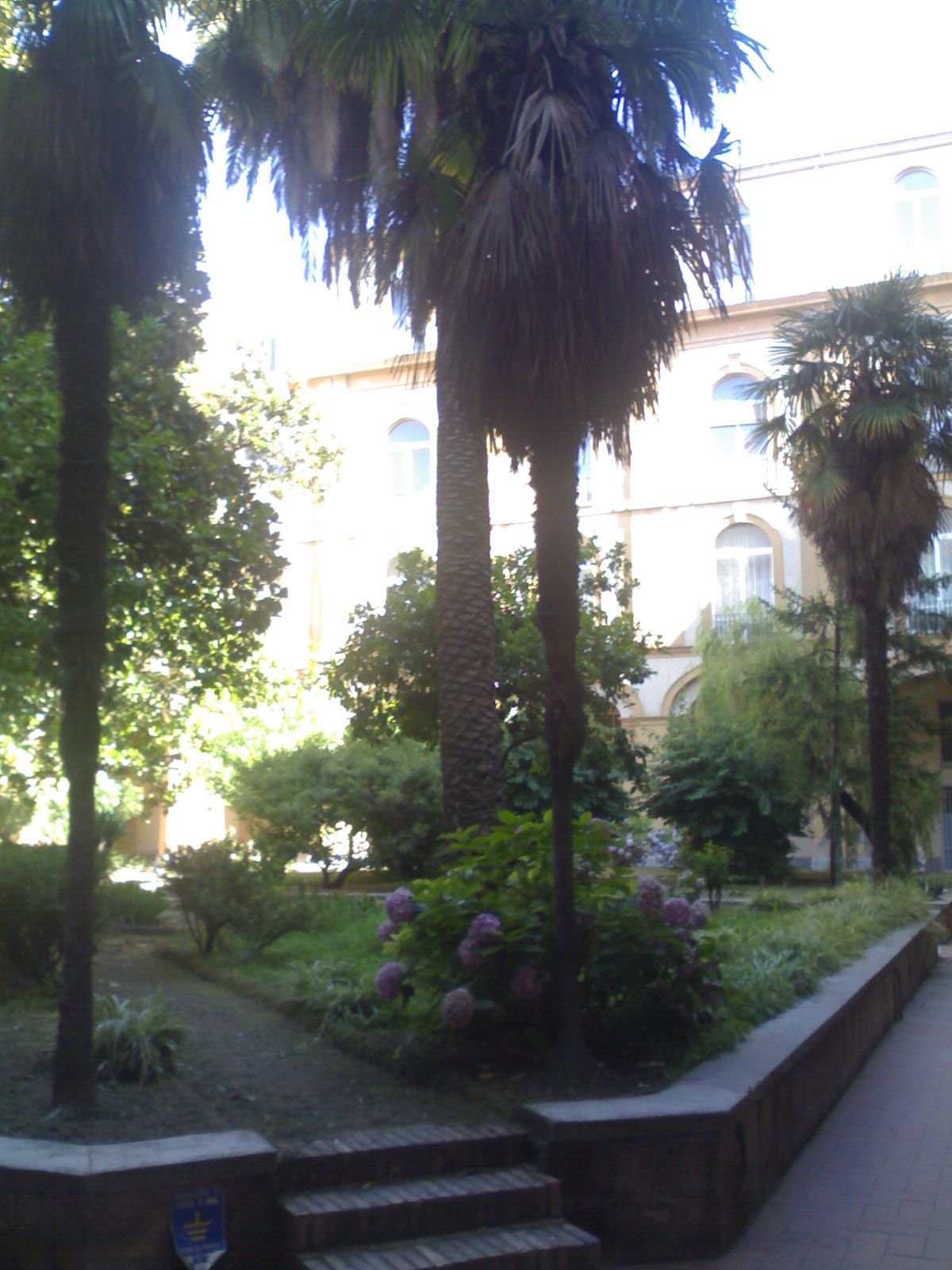
Chiostro dell'ex Monastero di S. Patrizia, sede del Museo di anatomia umana

Le raccolte andarono a costituire il patrimonio espositivo del nascente Museo di anatomia generale e patologica, inaugurato solennemente da Ferdinando II il 20 settembre 1845. Il Museo fu ospitato in una delle due sale (poi Salone minore) che erano state espressamente edificate, a partire dal 1842 e su disposizione di Nicola Santangelo, soprelevando il terrazzo al secondo piano del complesso ex gesuitico della Casa del Salvatore, adiacenti al Museo di mineralogia, che era ospitato, fin dalla sua fondazione il 28 marzo 1801, nell'ex biblioteca dei Gesuiti.
Nanula morì pochi mesi dopo, e la sua morte fu attribuita proprio alle fatiche dovute al trasferimento e al riordino della sua collezione. Fu sepolto nel Quadrato degli uomini illustri nel Cimitero di Poggioreale e l'incisione sulla stele funebre ricorda al «viandante» che Nanula «diede a Partenope una cosa che essa non aveva mai avuto, un famoso Museo di anatomia descrittiva, patologica, comparata».
Dopo la sua morte i locali che ospitavano il teatro e il Gabinetto anatomico dell'Ospedale di S. Francesco, passarono nelle competenze del Ministero di Grazia e Giustizia, il Museo, tra cessioni e smembramenti, rimase nella sede della Casa del Salvatore fino al 1901 quando Giovanni Antonelli, rettore dell'Università e direttore dell'Istituto e del Gabinetto di anatomia umana, ne decise il trasferimento nei locali dell'ex Monastero di Santa Patrizia.
Nel 1990 ci fu lo scorporo della Facoltà di medicina e chirurgia dall'Università degli Studi di Napoli Federico II, e l'istituzione della Seconda Università degli Studi di Napoli (poi Università degli Studi della Campania Luigi Vanvitelli, dal 22 novembre 2016). Il Museo di anatomia umana passò di competenza della nuova Università che, nel 2014, creò il MUSA, il Museo Universitario delle Scienze e delle Arti, un centro autonomo di spesa di Ateneo articolato in sezioni. Da allora, è la Sezione di Anatomia del MUSA ad accogliere, nel rinnovato Museo di anatomia umana, parte delle preparazioni di Nanula e altre collezioni del vecchio Museo di anatomia generale e patologica.

## La collezione anatomica di Nanula
La collezione anatomica di Nanula è stata la prima e la più ampia raccolta sistematica di preparati anatomici naturali realizzata a Napoli, e anche la prima allestita non per soli fini didattici e di studio, ma con l'intento di «fondare in questa metropoli un museo di preparazioni anatomiche», cioè un'istituzione con un'accentuata funzione conservativa ed espositiva.
Vero è che all'epoca dell'avvio della collezione, nel 1807 all'Annunziata, esistevano a Napoli altre raccolte. C'erano quelle della scuola medica degl'Incurabili, andate poi praticamente distrutte nel saccheggio dell'ospedale il 14 giugno del 1799 ad opera dei sanfedisti, c'era quella seicentesca di Marco Aurelio Severino che, assieme a quella più recente di Domenico Cotugno, formavano la collezione notomica dell'Ospedale S. Giacomo degli Spagnoli, prima della sua demolizione. Ma si trattava di pochi oggetti anatomici preparati essenzialmente per fini didattici e non destinati a una più ampia fruizione per cui, con Severino e Cotugno non è possibile ancora parlare di museo.
La collezione di Nanula fu una invece vera collezione museale, e lo era già prima di essere esposta e solennemente inaugurata nei locali dell'Università, diventando una delle tre sole istituzioni scientifiche napoletane che ebbero, all'epoca, la denominazione di Museo.
Lo era già nel 1833 quando Ferdinando II, riconoscendone l'importanza, volle che fosse acquisita al patrimonio universitario.
In quell'occasione, ottemperando alla richiesta di Francesco Colangelo, Vescovo di Castellammare e Presidente della Pubblica Istruzione, Nanula compilò un inventario sintetico dei reperti della sua collezione, poi pubblicato nel 1834.
Secondo quanto riportato nel catalogo i preparati anatomici, normali, anomali e patologici, erano suddivisi in 384 gruppi, di cui 271 di anatomia umana e 113 di anatomia comparata, ripartiti in sezione. Le sezioni di anatomia umana erano sette: Osteologia, Miologia, Splancnologia, Nevrologia, Angiologia, Organi della riproduzione e un'Appendice, mentre due soltanto erano le sezioni di anatomia comparata: Osteologia e Sarcologia.
Nella sezione di osteologia umana, la collezione comprendeva, tra l'altro, una serie graduata di scheletri di feti normali e mostruosi; diversi scheletri montati, e moltissime ossa affette da patologie varie, quali carie, esostosi, osteomalacia, osteosarcosi, necrosi, anchilosi e fratture. La miologia era rappresentata da preparazioni di tendini e di muscoli con varie patologie, mentre diversi preparati di organi interni delle cavità toracica e addominale, costituivano la sezione di splancnologia nella quale, unica nel suo genere, era la collezione di circa duecento calcoli biliari o delle vie urinarie, svariatissimi per provenienza, forma, volume, peso e colore, e taluni piuttosto rari. La sezione di nevrologia comprendeva preparati di nervi vari del sistema centrale e periferico e gli organi di senso, mentre numerose preparazioni di arterie normali o affette da ossificazioni e aneurismi costituivano la sezione di angiologia. Infine, completavano la collezione i preparati relativi agli organi sessuali maschili e femminili sia normali che patologici e, in appendice, diverse preparazione di reperti dell'apparato tegumentario.
Particolarmente significativa tra tutte era la serie di preparazioni relativa all'utero gravido, a partire dalle prime fasi del concepimento fino al settimo mese di gravidanza. Secondo Giacomo Tommasini che, durante il suo viaggio a Napoli del 1826, aveva visitato «il gabinetto dell'illustre professore Nanula» questa serie «tiene dietro, per quanto parmi, ai rinomati lavori di Guglielmo Hunter, perché principalmente l'Università di Glasgow è famosa».
Le due sezioni di anatomia comparata includevano le più svariate specie e generi di animali scheletrizzati, tra cui scimmie, orsi, leoni, antilopi, pinnipedi  e numerosi uccelli.

## Incarichi, onorificenze accademiche e altri riconoscimenti
Nanula fu direttore degli ospedali di Santa Maria della Fede, di San Francesco di Paola e di Santa Maria di Loreto.
In ambito accademico, fu socio ordinario o corrispondente delle più prestigiose istituzioni scientifiche italiane e straniere. A Napoli fu socio ordinario residente dell'Accademia Pontaniana, della Società Sebezia di scienze ed arti, dell'Accademia medico-chirurgica e della Società Reale Borbonica sia dell'Accademia delle Scienze matematiche e fisiche che dell'Accademia di Belle Arti. Fu anche socio corrispondente del R. Istituto d'Incoraggiamento alle Scienze Naturali.
Inoltre fu socio corrispondente della Società italiana di scienze, lettere ed arti di Livorno, della Società delle Scienze di Siena, dell'Accademia dei Lincei, dell'Accademia chirurgico-anatomica di Perugia, dell'Accademia di medicina di Palermo, della Società medico chirurgica di Berlino, della Società Economica della provincia di Basilicata e della provincia di Molise, dell'Accademia Gioenia dl Scienze naturali di Catania, dell'Accademia della Civetta di Trapani, dell'Accademia di scienze, lettere, ed arti de' Zelanti di Acireale, dell'Accademia dell'Ateneo di Venezia e dell'Accademia Imperiale di medicina di Rio de Janeiro.
Inoltre, nel 1832, Nanula era stato insignito da Ferdinando II del titolo di Cavaliere di Gran Croce del Real Ordine del Merito Civile di Francesco I.

## Opere
- Intorno ad un aneurisma sull’orecchio sinistro. Cenni del Cavalier Antonio Nanula, in Filiatre-Sebezio, XI, anno VI, n. 62.
- Sull’organo e senso dell’odorato, Roma, 1805.
- Sul meccanismo della voce umana e degli altri animali, Roma, 1806.
- Indici delle lezioni pratiche di Notomia Umana che si faranno dal Dott. Antonio Nanula pubblico professore di Notomia nel Regio Spedale di S. Francesco di Paula, Napoli, 1808.
- Lettera intorno ad una aberrazione di un rene umano, in Giornale enciclopedico di Napoli, XIII, IV, Napoli, Tip. Giornale Enciclopedico, 1819,  pp. 347-351.
- Elenco degli oggetti di anatomia umana e comparativa preparati nell'Ospedale di S. Francesco e d’ordine sovrano presentati alla Regia Università degli Studi, Napoli, Gabinetto bibliografico e tipografico, 1834,  p. 70.
- Cenni su di un cane mostruoso. Letti dal socio ordinario Cav. Antonio Nanula nella tornata del 13 dicembre 1833, in Atti Acc. Sc. Fis. e Mat. Soc. R. Napoli, IV, Napoli, Stamperia Reale, 1939,  pp. 218-221.
- Lettera del cav. Antonio Nanula al chiarissimo abate Alessandro Casano, in Giornale letterario, CCI, Palermo, 1839,  p. 14.